# Liste des sénateurs du Morbihan

## IIIeRépublique
- Vincent Audren de Kerdrel, sénateur de 1876 à 1899
- Hippolythe Thome de Keridec, sénateur de 1876 à 1878
- Charles de La Monneraye sénateur de 1876 à 1894
- Armand Fresneau sénateur de 1879 à 1900
- Gustave de Lamarzelle, sénateur de 1894 à 1924
- Charles Riou, sénateur de 1900 à 1920
- Geoffroy de Goulaine, sénateur de 1901 à 1913
- Roger Audren de Kerdrel, sénateur de 1909 à 1920
- Jean Guilloteaux, sénateur de 1913 à 1924
- Alfred Brard, sénateur de 1920 à 1940
- Louis Guillois, sénateur de 1920 à 1932
- Ernest Lamy, sénateur de 1924 à 1927
- Alphonse Rio, sénateur de 1924 à 1940
- Roger Grand, sénateur de 1927 à 1933
- Edmond Filhol de Camas, sénateur de 1933 à 1940
- Paul Maulion, sénateur de 1935 à 1940

## IVeRépublique
Liste des sénateurs du Morbihan (1958-1959)
- Victor Golvan (rép. soc.)
- Louis Le Leannec (RI)
- Joseph Yvon (RI)

Liste des sénateurs du Morbihan (1952-1958)
- Joseph Le Digabel (Cent. rép. act. rur. et soc.)
- Louis Le Leannec (RI)
- Joseph Yvon (RI)

Liste des sénateurs du Morbihan (1948-1952)
- Jean de Gouyon (RI)
- Auguste Le Goff ( MRP), (1948-1949)
- Joseph Le Digabel (Cent. rép. act. rur. et soc.), (1949-1952)
- Louis Le Leannec (RI)

Liste des sénateurs du Morbihan (1946-1948)
- René Bellon (COM)
- Auguste Le Goff (MRP)
- Valentin Vignard (MRP)

## VeRépublique

### 1959-1965
- Marcel Lambert (RI)
- Victor Golvan (UNR)
- Joseph Yvon (UCDP)

### 1965-1974
- Marcel Lambert (RI)
- Victor Golvan (UNR)
- Joseph Yvon (UCDP)

### 1974-1983
- Raymond Marcellin (RI) (1974-1981)
- Henri Le Breton (UC-UDF) (1981-1983)
- Louis Le Montagner (UCDP)
- Joseph Yvon (UCDP)

### 1983-1992
- Christian Bonnet (UC-UDF)
- Henri Le Breton (UC-UDF)
- Josselin de Rohan (RPR)

### 1992-2001
- Christian Bonnet (UC-UDF)
- Henri Le Breton (UC-UDF)
- Josselin de Rohan (RPR)

### 2001-2011
- Odette Herviaux (PS)
- Joseph Kergueris (Union centriste)
- Josselin de Rohan (UMP)

### 2011-2017
- Odette Herviaux (PS)[1]
- Joël Labbé (EELV)
- Michel Le Scouarnec (PCF)

### 2017-2023
- Joël Labbé (EELV)[2]
- Muriel Jourda (LR)
- Jacques Le Nay (UDI)

### 2023-2029
| Identité      | Parti | Parti | Autres mandats                                   |
| ------------- | ----- | ----- | ------------------------------------------------ |
| Muriel Jourda |       | LR    | Conseillère départementale du canton d'Hennebont |
| Yves Bleunven |       | DVD   | Maire de Grand-Champ                             |
| Simon Uzenat  |       | PS    | Conseiller régional de Bretagne                  |